# Julianapark (Venlo)
Het Julianapark in Venlo is gelegen ten oosten van de stadskern. Tot in de 19e eeuw heeft op deze locatie de Elizeese Velden gelegen, net buiten de Keulsepoort. Dit betrof een buitengoed, waar regelmatig bals en concerten werden gegeven.

## Voorgeschiedenis
Het Julianapark was een rangeerterrein aan de voormalige Hamburgersingel (hernoemd in Deken van Oppensingel) met een spoorverbinding naar Hamburg via Straelen. Ook stond hier het station Venlo Oostsingel. Na de Tweede Wereldoorlog werd op het terrein het Julianapark aangelegd. Ondergronds liggen resten van de tussen 1867-1870 afgebroken vestingwerken, en vermoedelijk ook resten van de Enveloppe Van der Duyn. Verder zijn hier enkele kleine stukken stadsmuur te vinden die tijdens het bouwrijp maken van de Maasboulevard beneden maaiveld zijn aangetroffen. Ook zijn er enkele voormalige taluds in het terrein herkenbaar. In de loop der jaren is de structuur van het park meerdere malen veranderd.
In de jaren tachtig is de noordzijde van het park drastisch aangepast, met een meer open structuur, zodat de bewoners van het bejaardenhuis, dat eraan grenst, vrij zicht hadden op het park.
In 2010 heeft de gemeenteraad van Venlo een studie gelast naar de mogelijkheden om onder het park een parkeergarage te bouwen.

## Musea

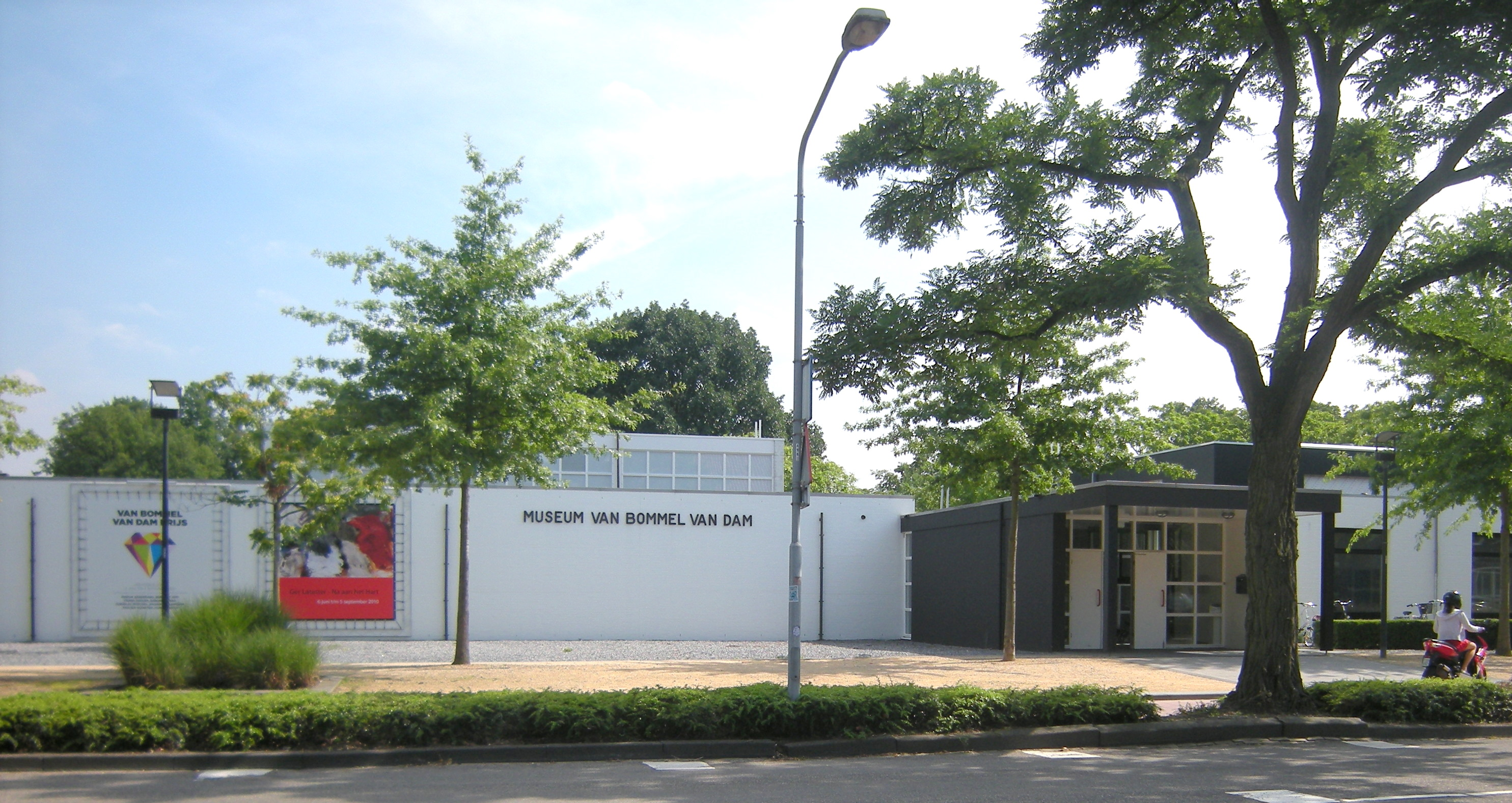
Museum Van Bommel Van Dam

In 1969-1970 is in het park het Museum van Bommel van Dam gebouwd, nadat het echtpaar, aan wie het museum zijn naam dankt, vanuit Amsterdam naar Limburg verhuisde met een immense privécollectie moderne kunst.
In 2000, tijdens de bouw van het Limburgs Museum (gevestigd aan de zuidkop van het park), werd het park opnieuw ingericht met een overzichtelijker karakter. Bij deze laatste herinrichting heeft de architect zich laten inspireren door het New Yorkse Central Park.

## Vredesvlam

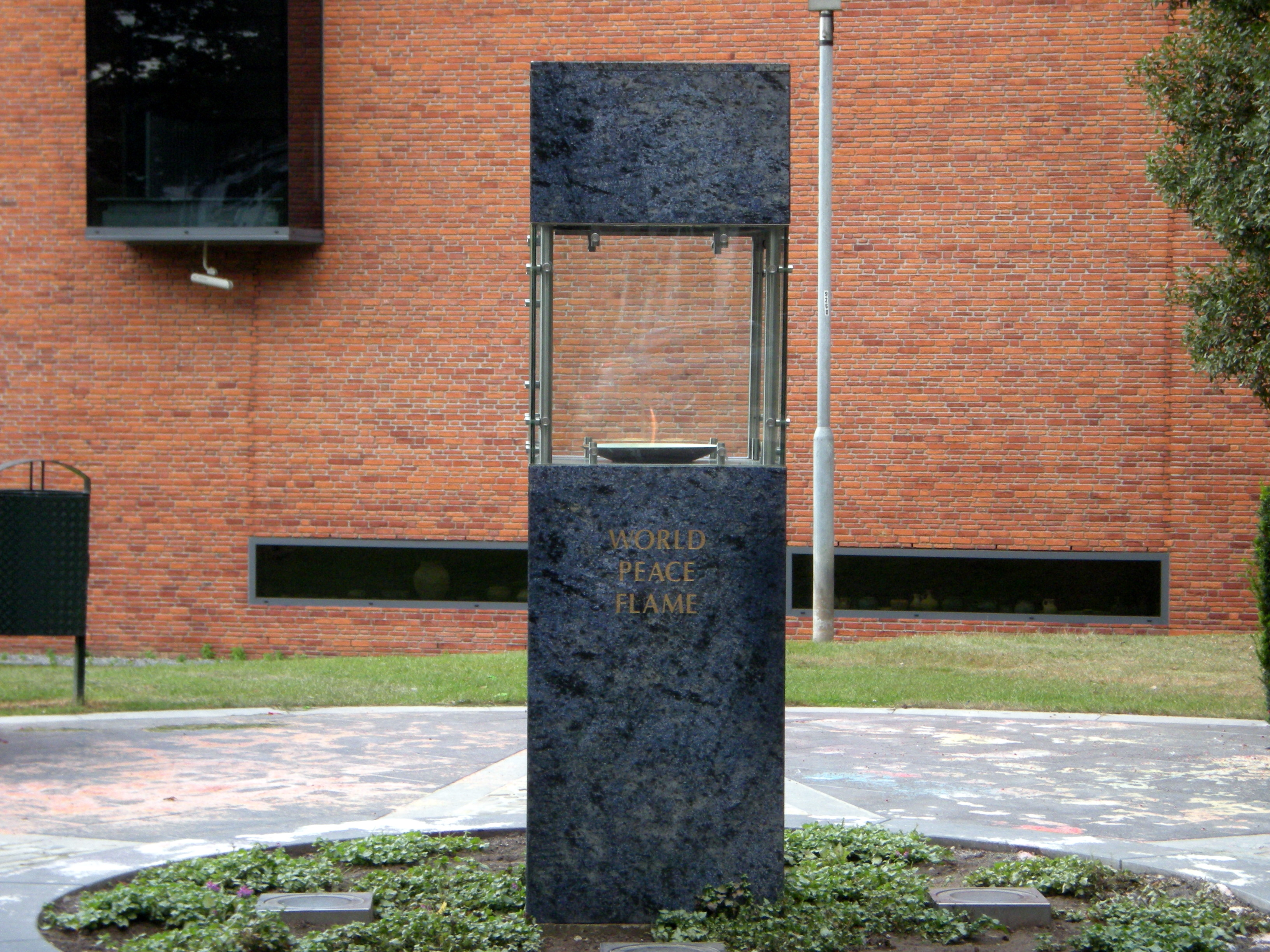
Wereldvredesvlam

Sinds 2005 staat aan de achterzijde van het Limburgs Museum, op een stervormig pleintje binnen een cirkel, een zuil met daarin de wereldvredesvlam. Directe aanleiding voor de oprichting van dit "monument" was de dood van René Steegmans.

## Speelplek
Aan noordzijde van het park, aan de zijde van de Goltziusstraat, is een speelplek gesitueerd. Deze speelplek is vrij toegankelijk en gerealiseerd door een burgerinitiatief, met een financiële bijdrage van de gemeente.

## Foodhal
Nadat de gemeenteraad heeft ingestemd met een verhuizing van het museum Van Bommel Van Dam naar het oude postkantoor, werd een nieuwe invulling gezocht voor het pand in het park. Uiteindelijk werd gekozen voor het concept van een foodhal: een verzamelplek van allerlei menu's van over de hele wereld, gecombineerd met een brouwerijgedeelte.

## Festivals
Het park is ook de locatie van verschillende festivals, dankzij het open karakter van het park. In het verleden vond hier het Free Funk Festival plaats. Daarnaast vindt hier elk jaar in juni Stereo Sunday plaats. In het één-na-laatste weekend van de zuidelijke zomervakantie wordt hier tevens het Zomerparkfeest georganiseerd.

## Fotogalerij

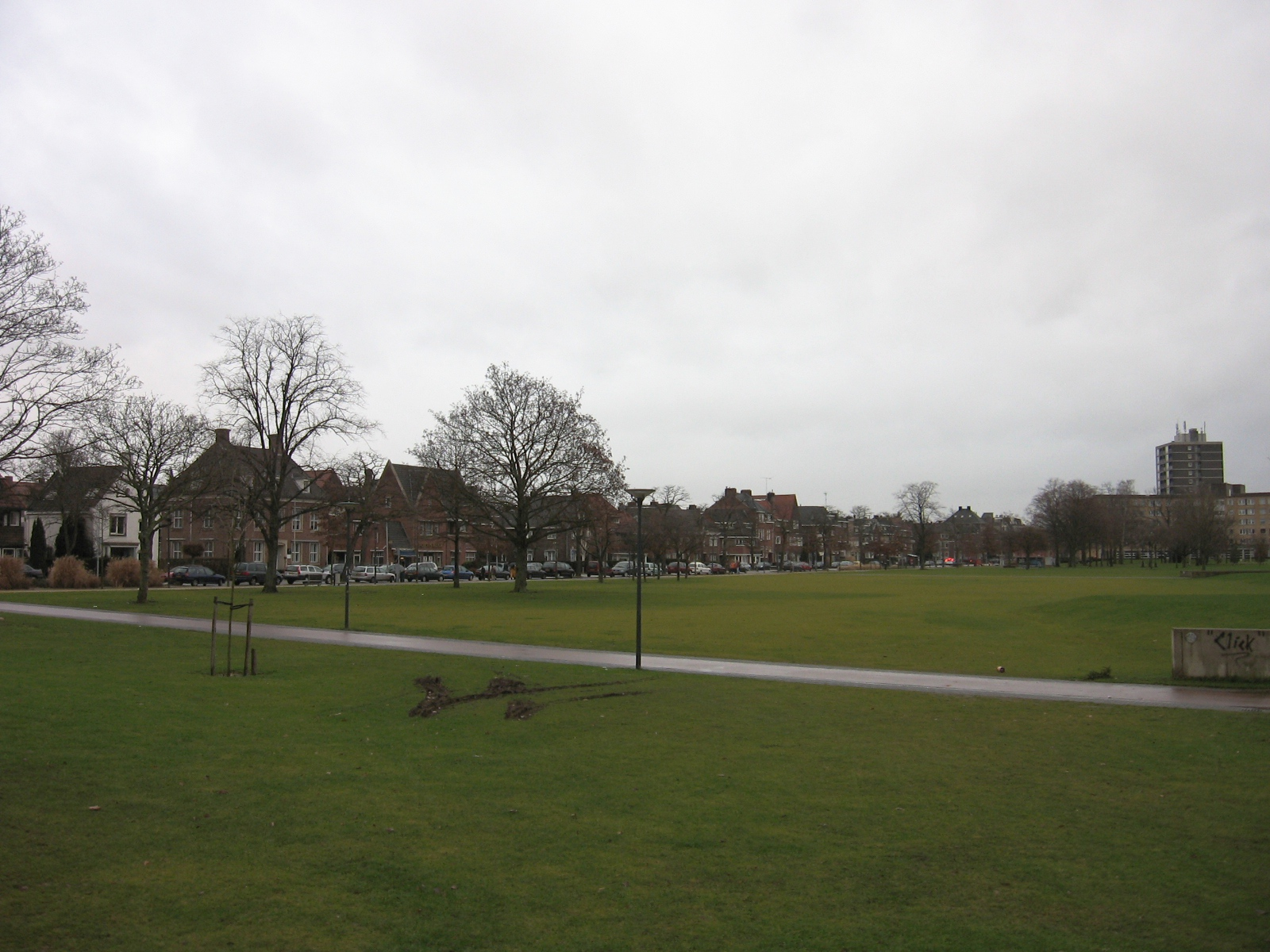
Het park
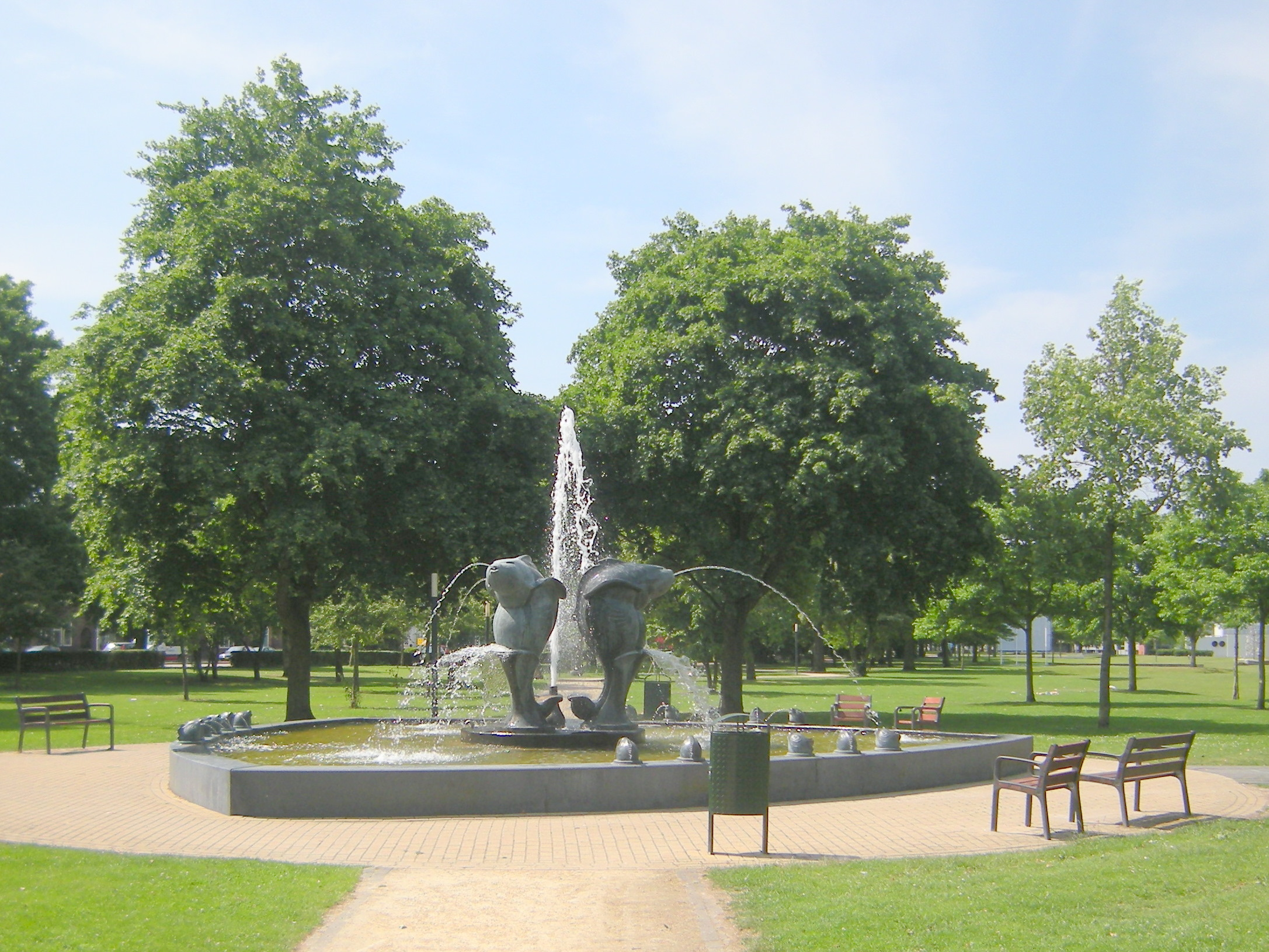
Fontein
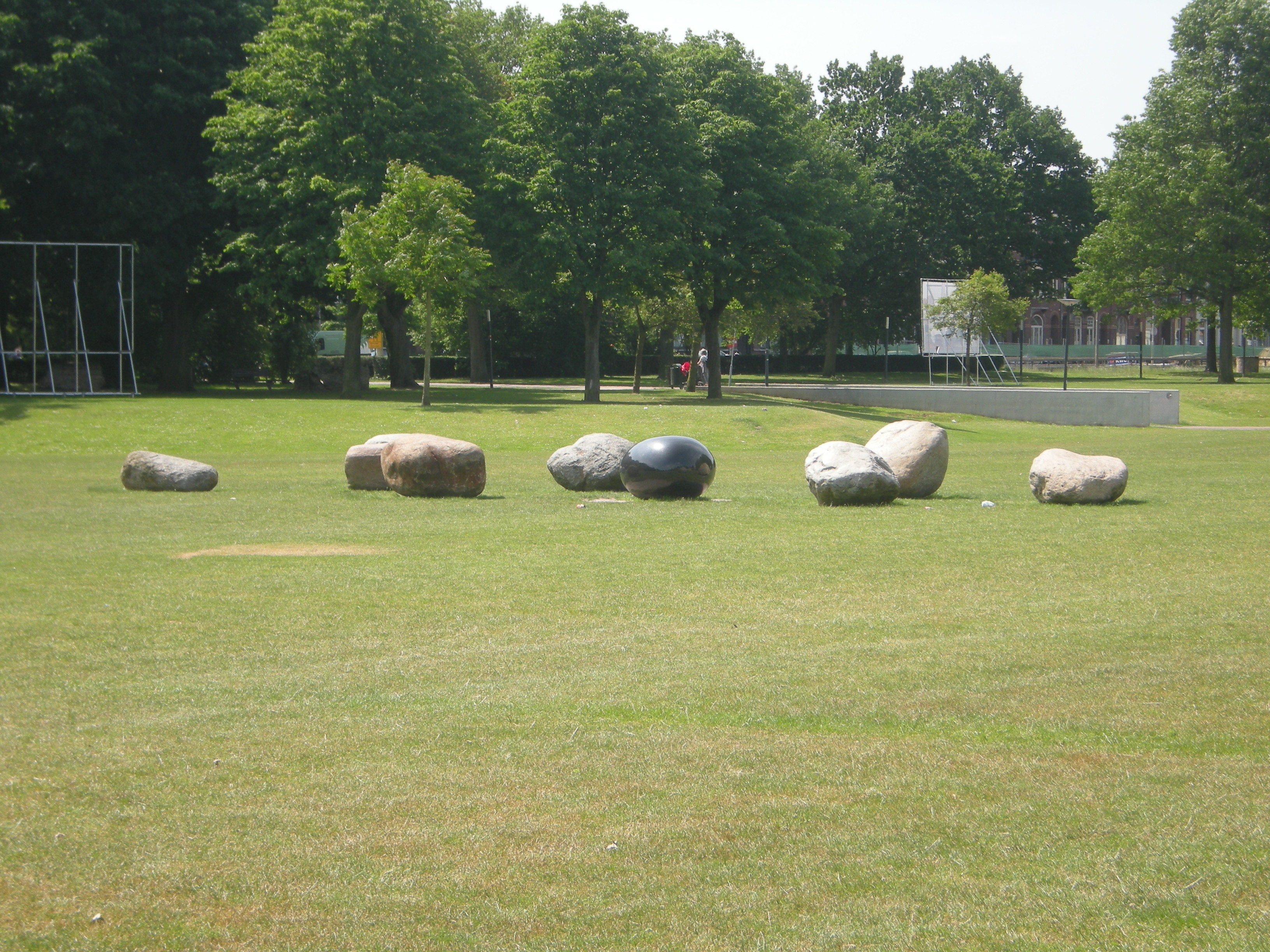
kunstwerk "Keiharde stilte" van Adri Verhoeven